# Franz Dietl
Franz Dietl je bio njemački nogometaš i trener. Kao igrač bio je većinom nepoznat, cijelu karijeru je igrao za FC Bayern iz Münchena. U četiri klupske godine, igrao je vrlo malo, jedino je u sezoni 1925./26. imao par značajnih nastupa. Kao trener, dobio je kratki angažmanu u "svom" Bayernu, sezone 1947./48., ali bez značajnijih uspjeha.

## Vanjske poveznice
- Profil na "weltfussball.de"